# Melanagromyza trifilis
Melanagromyza trifilis är en tvåvingeart som beskrevs av Spencer 1977. Melanagromyza trifilis ingår i släktet Melanagromyza och familjen minerarflugor. Inga underarter finns listade i Catalogue of Life.